# Il comandante Florent: L'angelo nero
Il comandante Florent: L'angelo nero è un film tv del 2008, diretto dal regista Jean-Marc Seban. In realtà si tratta del trentasettesimo ed ultimo episodio della serie tv Il comandante Florent, ma in Italia è stato trasmesso come un film televisivo.

## Trama
Durante l'intervento per un furto, il comandante Isabelle Florent viene coinvolta in una sparatoria, nella quale rimangono uccisi un agente e un malvivente. Poiché ad uccidere il criminale è stata lei, e la sua dichiarazione di legittima difesa viene messa in dubbio dagli esperti balistici, viene messa sotto inchiesta dalla commissione disciplinare e sospesa dalle sue mansioni. Poi, inizia ad essere minacciata telefonicamente da un criminale in permesso di malattia, che aveva arrestato diversi anni prima. Alla fine dell'episodio Florent muore: il suo cuore si ferma quando viene trasportata all'ospedale dopo essere stata gravemente ferita.